# سیهونگ لونگ
سیهونگ لونگ (انگلیسی: Sihung Lung؛ ۱ ژانویه ۱۹۳۰ – ۲۰۰۲) یک هنرپیشه اهل تایوان بود.
از فیلم‌ها یا برنامه‌های تلویزیونی که وی در آن نقش داشته است می‌توان به ضیافت عروسی و ببر خیزان، اژدهای پنهان اشاره کرد.